# Symfonie nr. 26 (Mozart)
Symfonie nr. 26 in Es majeur, KV 184, is een symfonie van Wolfgang Amadeus Mozart. Hij schreef het stuk in 1773.

## Orkestratie
De symfonie is geschreven voor:
- Twee fluiten.
- Twee hobo's.
- Twee fagotten.
- Twee hoorns.
- Twee trompetten.
- Strijkers.

## Delen
De symfonie bestaat uit drie delen:
- I Molto presto.
- II Andante.
- III Allegro.